# Kazuki Kozuka
Kazuki Kozuka (jap. 小塚 和季, Kozuka Kazuki; * 2. August 1994 in Mitsuke, Präfektur Niigata) ist ein japanischer Fußballspieler.

## Karriere
Kazuki Kozuka erlernte das Fußballspielen in der Schulmannschaft der Teikyo Nagaoka High School. Seinen ersten Vertrag unterschrieb er 2013 bei Albirex Niigata. Der Verein aus Niigata, einer Großstadt in der gleichnamigen Präfektur Niigata auf Honshū, der Hauptinsel von Japan, spielte in der höchsten Liga des Landes, der J1 League. Hier stand er bis Ende 2017 unter Vertrag. 2014 spielte er einmal in der J.League U-22 Selection. Diese Mannschaft, die in der dritten Liga, der J3 League, spielte, setzte sich aus den besten Nachwuchsspielern der höherklassigen Vereine zusammen. Das Team wurde mit Blick auf die Olympischen Sommerspiele 2016 in Rio de Janeiro gegründet. Die Auswahl der Spieler erfolgte auf wöchentlicher Basis aus einem Pool, für den jeder Verein förderungswürdige Talente benennen konnte; die Zusammensetzung der Mannschaft variierte daher sehr stark von Spiel zu Spiel. Von Juli 2014 bis Dezember 2015 wurde er an den Drittligisten Renofa Yamaguchi FC nach Yamaguchi ausgeliehen. 2015 wurde er mit dem Club Meister der J3 League und stieg in die zweite Liga auf. Die Saison 2017 wurde er nochmals von dem jetzt in der zweiten Liga spielenden Renofa Yamaguchi ausgeliehen.
Nach Vertragsende in Niigata wechselte er 2018 zum Zweitligisten Ventforet Kofu nach Kōfu. Für Ventforet absolvierte er 31 Spiele in der zweiten Liga. Nach einem Jahr verließ er den Club und schloss sich Anfang 2019 dem Erstligaaufsteiger Ōita Trinita aus Ōita an. Nach 41 Spielen für Trinita wechselte er Anfang 2021 zum Erstligisten Kawasaki Frontale. Im Februar 2021 gewann er mit seinem neuen Verein den Supercup. Am Ende der Saison feierte er mit Frontale die japanische Meisterschaft. Nach 22 Ligaspielen ging er Anfang Juli 2023 nach Südkorea. Hier schloss er sich dem Erstligisten Suwon Samsung Bluewings an. Am Ende der Saison, in der er 16 Ligaspiele bestritt, musste er mit dem Verein als Tabellenletzter in die zweite Liga absteigen. Nach insgesamt 27 Ligaspielen wechselte er im Juni 2024 zum ebenfalls in der zweiten Liga spielenden Seoul E-Land FC. Für den Verein aus Seoul bestritt er zwanzig Ligaspiele. Im Januar 2025 kehrte er nach Japan zurück. Hier schloss er sich dem Erstligaaufsteiger Shimizu S-Pulse an.

## Erfolge
Renofa Yamaguchi FC
- Japanischer Drittligameister: 2015  ▲

Kawasaki Frontale
- Japanischer Meister: 2021
- Japanischer Supercup-Sieger: 2021